# Ferènic
Ferènic (en llatí Pherenicus, en grec antic Φερένικος) fou un poeta èpic grec, nadiu de la ciutat d'Heraclea, de data incerta, que va escriure sobre metamorfosis i altres temes fabulosos i mitològics propis de l'antiga Grècia.
Ateneu de Naucratis fa menció d'una opinió de Ferènic sobre l'origen de la figuera i altres arbres. I Joan Tzetzes explica que era un dels poetes que va tractar sobre les fabulosos i monstruoses formes dels homes. A més a més també transcriu dues línies respecte als Hiperboris.